# Városi Könyvtár (Szarvas)
Szarvas városában már 1845 óta létezik könyvtári intézmény. Amíg a mai, múzeummal összevont formája létrejött, sok átalakításon, névváltoztatáson, költözésen ment keresztül. A Tessedik Sámuel Múzeum és Könyvtár hivatalos nevet 2013 januárjától tudhatja a magáénak. Az intézmény nevét Tessedik Sámuel (1742–1820) evangélikus lelkészről kapta.

## A könyvtár története

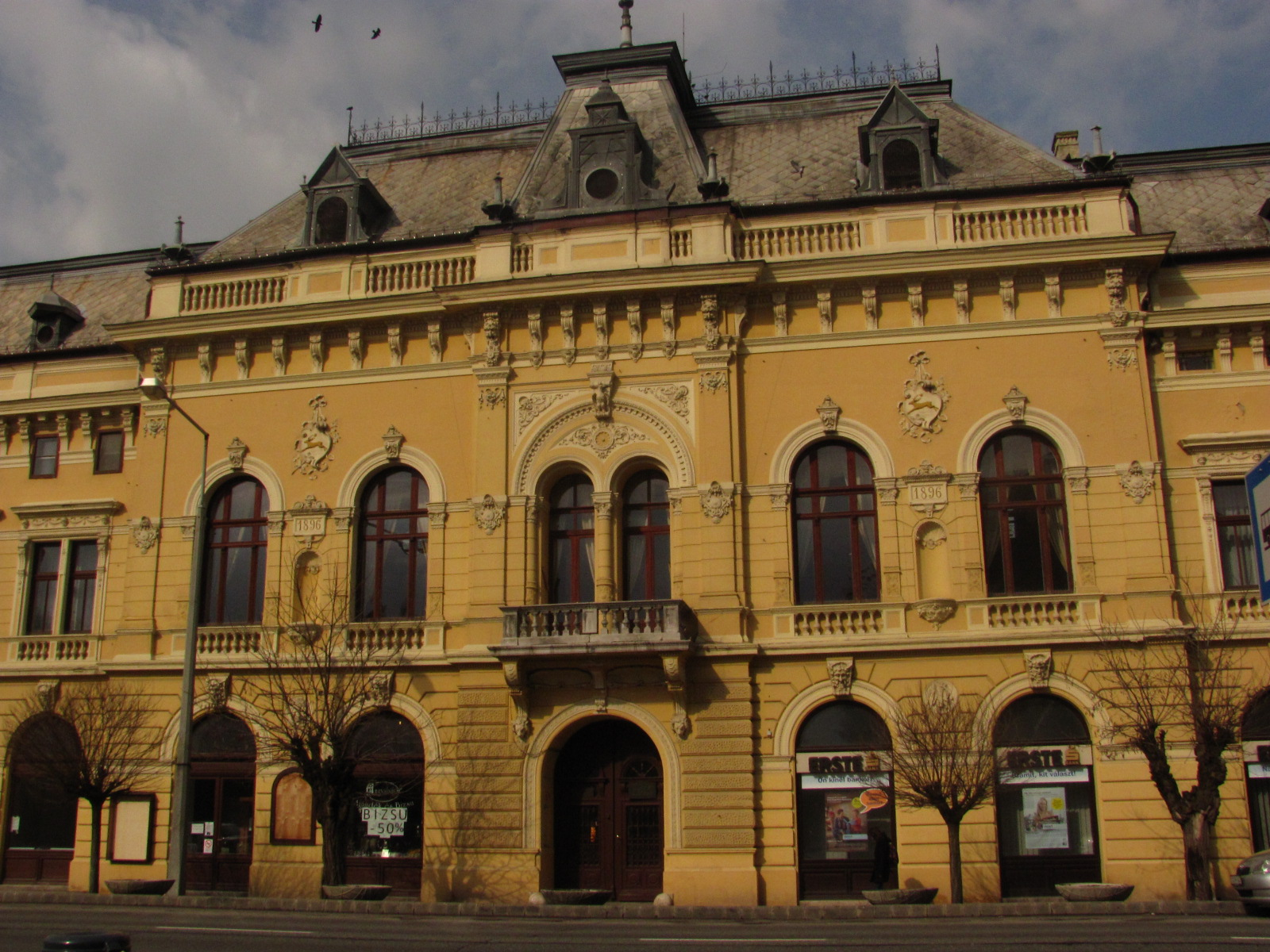
A szarvasi Árpád Szálló, ahol a Casino működött

Casinói Egyesületi Könyvtár (1845)
Az egyesületet az úri középosztály művelődésének elősegítésére hozták létre. A Casino helye az Árpád szálló egyik termében volt.
Népkönyvtár (1950–1958)
Kiszely Antal közreműködésével szervezték. 1955-től Czimbalmos Andrásné könyvtáros lett a vezetője.
Járási Könyvtár (1958–1972)
Népkönyvtárból 1958-ban alakult járási könyvtárrá. A vezetője ekkor Tusjak Györgyné és Balczó Pál. Ők fogták össze a járás hálózati munkáját. Ekkor Békésszentandrás, Csabacsűd, Kondoros, Örménykút, Gyoma, Endrőd és Hunya tartozott a járáshoz.

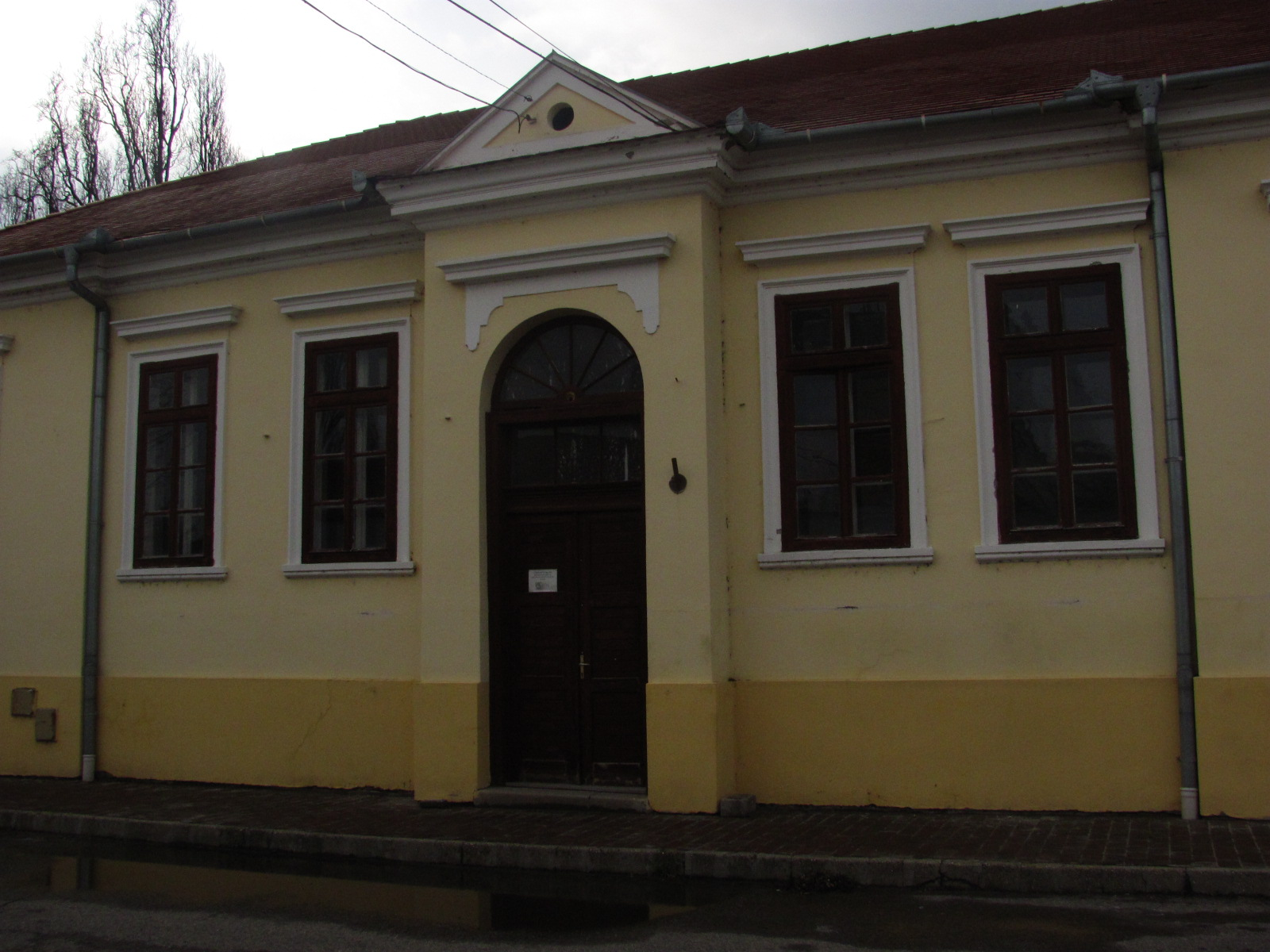
A szarvasi Mittrovszky-kastély részlete, amely a könyvtár épülete volt 2008-ig

Járási - Városi Könyvtár (1972–1979)
A Járási Könyvtárat Városi Könyvtárrá jelölte ki a Békés Megyei Tanács Végrehajtó Bizottsága, de a feladatok ugyanazok maradtak és a vezető is Tusjak Györgyné maradt. 1973-ban átköltözött a Mittrovszky-kastélyba, mely az akkori Tanácsháza épülete volt.
Szarvasi Egyesített Művelődési Intézmények: SZEMI (1979–1986)
A Városi Tanács határozata alapján a művelődési intézményeket összevonták. Ide tartozott a Vajda Péter Művelődési Központ, a Városi Könyvtár, a Krecsmárik Endre Úttörőház és az Állami Zeneiskola. Minden igazgató maradt a saját tagintézménye élén, így a könyvtárat továbbra is Tusjak Györgyné vezette egészen a nyugdíjazásáig. Utóda Szatur Gézáné lett.
Városi Könyvtár (1986–2008)
A Városi Tanács megszüntette a Szarvasi Egyesített Művelődési Intézményeket, így a Városi Könyvtár önálló intézményként működött tovább. Szatur Gézánét igazgatói posztján 1998 után Tusjak Lászlóné követte. A sokáig könyvtárként használt impozáns Mittrovszky-kastély meggyengült tetőszerkezete miatt 2001-ben a könyvtár egy másik (ideiglenes) épületben kapott helyet. Új címe Vajda Péter út. 26.
Szarvas Város Közoktatási és Közgyűjteményi Intézménye Városi Könyvtára (2008–2010)
A városvezetés 2008-ban döntött úgy, hogy összevonják a közoktatási intézményeket és a könyvtárat. A Városi Könyvtár tehát egy intézménnyé olvadt össze az Általános Iskolával, a Gimnáziummal és a Szakképző Iskolával. Eme intézmények főigazgatója Kohut Andrásné lett. Ekkor mind a városi könyvtár, mind az iskolai könyvtárak vezetőjévé Baginé Tóth Erikát választották.
Vajda Péter Gimnázium, Szakképző Iskola, Kollégium, Általános Iskola, Óvoda, Nyilvános Könyvtár (2010–2012)
Noha az intézmény neve megváltozott az igazgatósága és a struktúrája maradt a régi. 2011. január 1-től 2012. június 30-ig Fabó Lászlóné látta el az intézményegység-vezetői feladatokat.
Székely Mihály Szakképző Iskola, Kollégium, Általános Iskola, Óvoda, Nyilvános Könyvtár (2012)
A Gimnázium kiválásával alakult ki ez a hivatalos megnevezés. Egyéb változás ezúttal sem történt.
Tessedik Sámuel Múzeum és Szárazmalom, Városi Könyvtár (2013– )
A Nyilvános Könyvtár intézményegység 2013. január 1-től kivált és a hasonlóan önkormányzati fenntartású Tessedik Sámuel Múzeum és Szárazmalommal került összevonásra. Az intézmény rövidített neve Tessedik Sámuel Múzeum és Könyvtár lett, igazgatója Roszik Zoltán, igazgatóhelyettes és könyvtárvezető Baginé Tóth Erika.

## Állománya, gyűjteményei

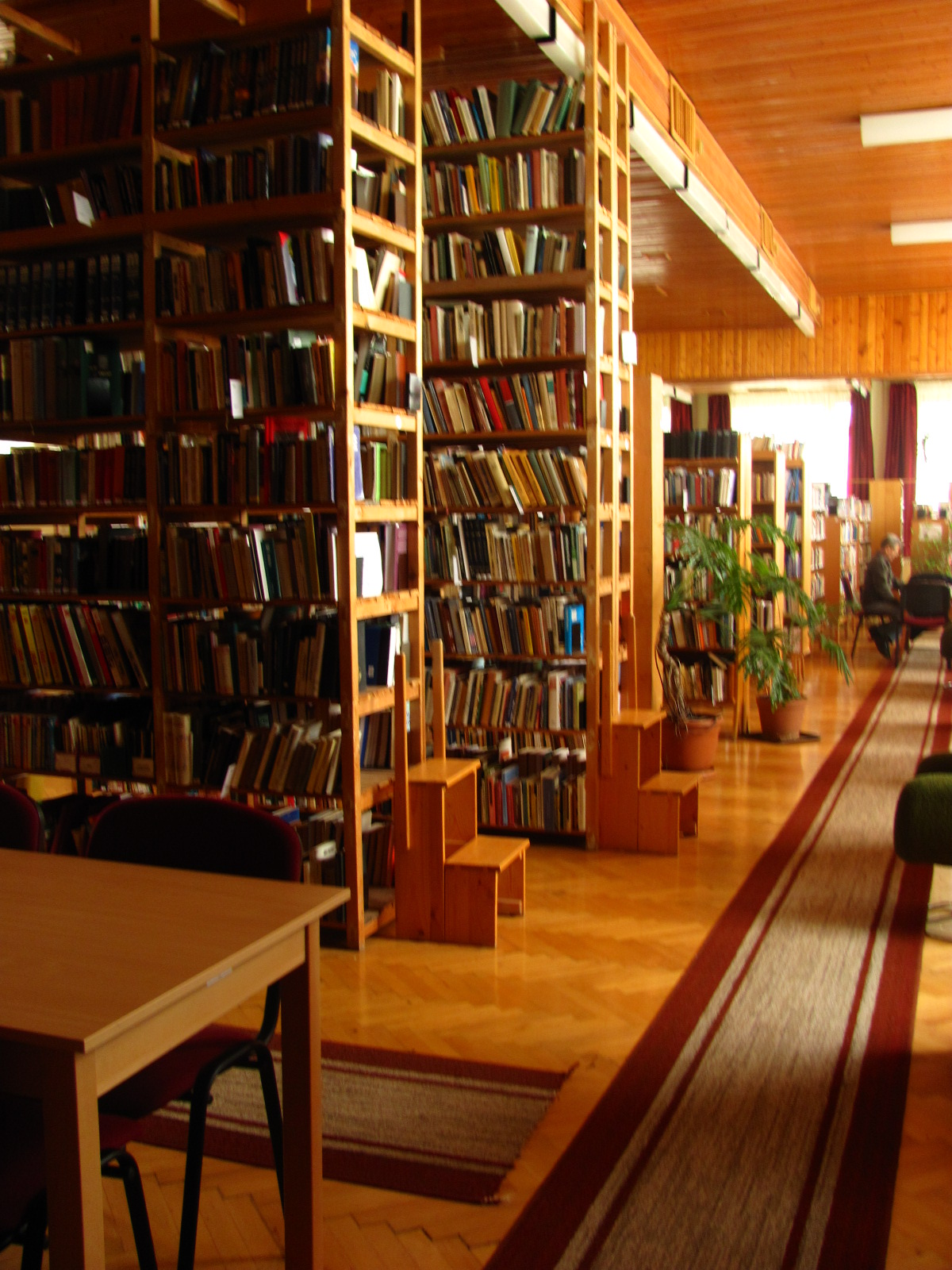
Felnőtt részleg

E könyvtár középfokú könyvtári ellátást nyújtó közművelődési könyvtár. A gyűjtőkörét az 1997. évi CXL. törvény, az Alapító okiratban foglalt feladatok és az intézmény küldetése határozza meg. Mivel Szarvas város régi mezőváros és az 1700-as évek végétől itt működik a Tessedik Sámuel által alapított mezőgazdasági főiskola, a könyvtár állományában aránylag több mezőgazdasággal foglalkozó könyv kapott helyet. Az olvasótermi állománya szabadpolcon található, mintegy 2800 kötetből álló kézikönyv, lexikon és művészeti albumból álló gyűjtemény. 
Audiovizuális részleg

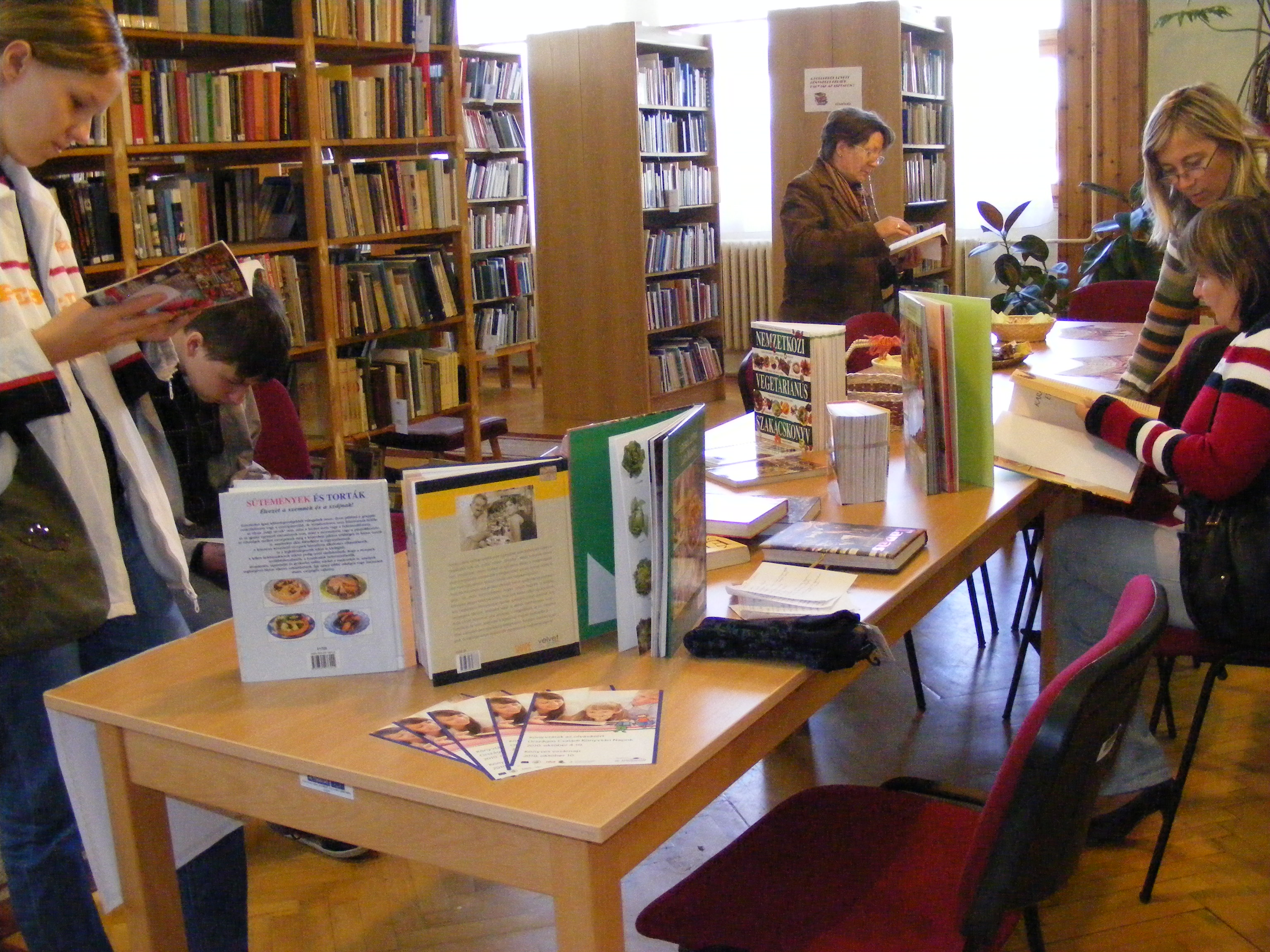
A felnőtt olvasóterem

Zenei kézikönyvek, zenei szakirodalom illetve hanglemezek (CD-k, bakelit lemezek). A gyűjtemény jelentős részét a komolyzenei felvételek teszik ki, de akadnak köztük könnyűzenei felvételek is, mint például különféle népzenei anyagok és jazz. Továbbá itt találhatók az irodalmi és nyelvi lemezek is. Ezek a digitális és hangzó anyagok nem kölcsönözhetőek, ellenben térítésmentesen használhatóak a könyvtár zenei részlegében illetve az olvasói számítógépeken. 
Folyóirattár
 

A folyóirat-állomány országos napi-, heti- és havilapokból áll. Természetesen itt megtalálható a két szarvasi hetilap is (Szarvas és Vidéke, Szarvasi 7). A folyóiratokat bárki olvashatja, sőt a beiratkozott olvasók a régebbi számokat akár kölcsönözhetik is. 
Helyismereti gyűjtemény

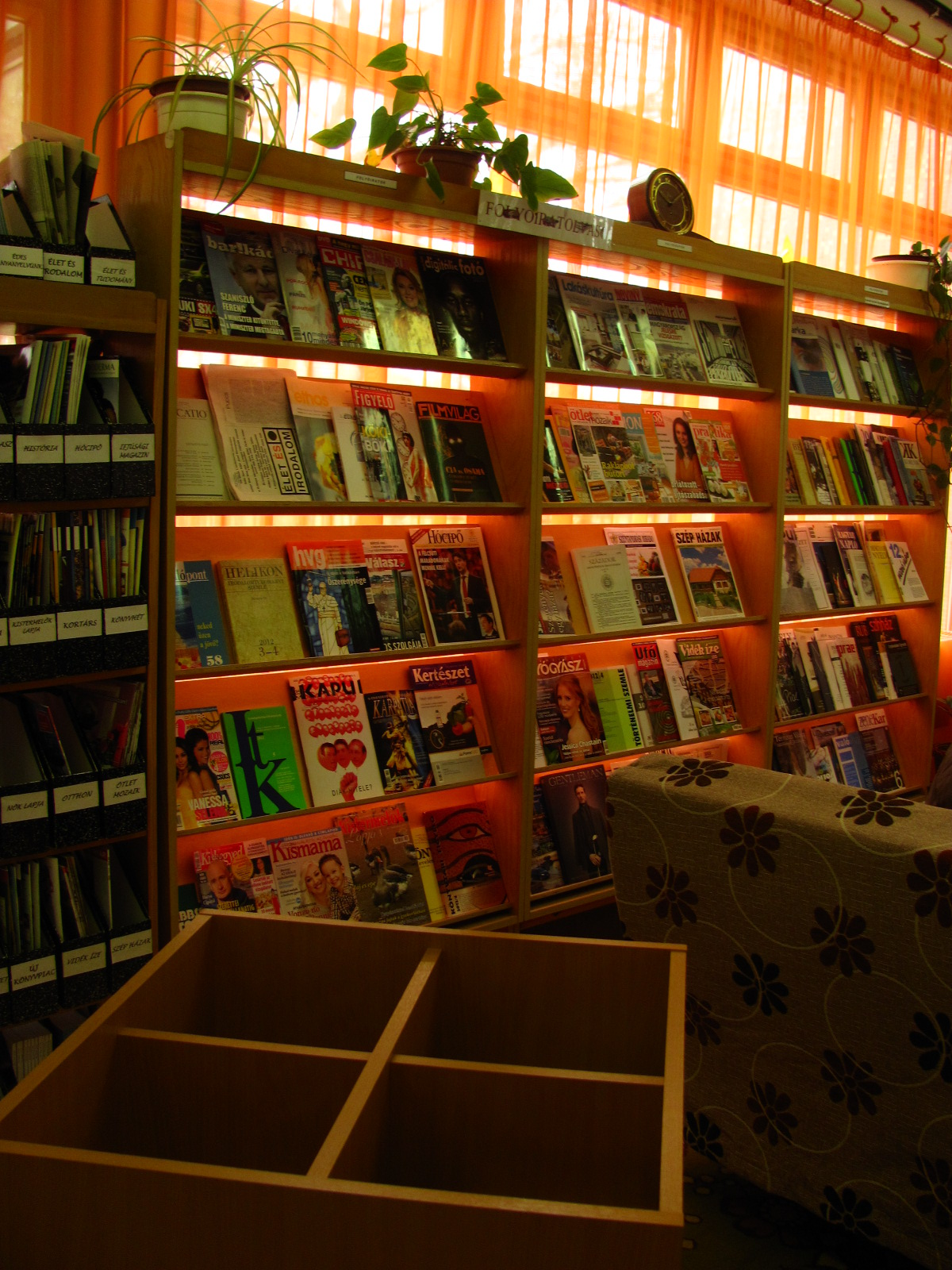
Folyóirat olvasó

A teljesség igényére törekedve ehhez a különgyűjteményhez tartozik minden Szarvas városra és vonzáskörére vonatkozó könyv és egyéb dokumentum. Ide tartoznak még a Szarvason született és a város életében jelentős szerepet játszó személyek életével, munkásságával kapcsolatos kiadványok, helyi vonatkozású művek kéziratai és a helyi sajtó mikrofilmes digitális változata. 
Gyermekkönyvtár
A gyermekrészleg a 14 éven aluliak számára alakult ki. Az ide tartozó dokumentumokat két teremben tárolják. Az egyik teremben a szépirodalmi művek találhatóak illetve itt történik az ifjú olvasók számára a kölcsönzés is. A másik rendelkezésre álló teremben a gyermek szakirodalmi könyvek kerültek elhelyezésre. Ezek a termek úgy lettek kialakítva, hogy megfelelnek a heti rendszerességgel, fiatalabb korosztály számára, megrendezett programok helyszínének is.
Régi Gyűjtemény

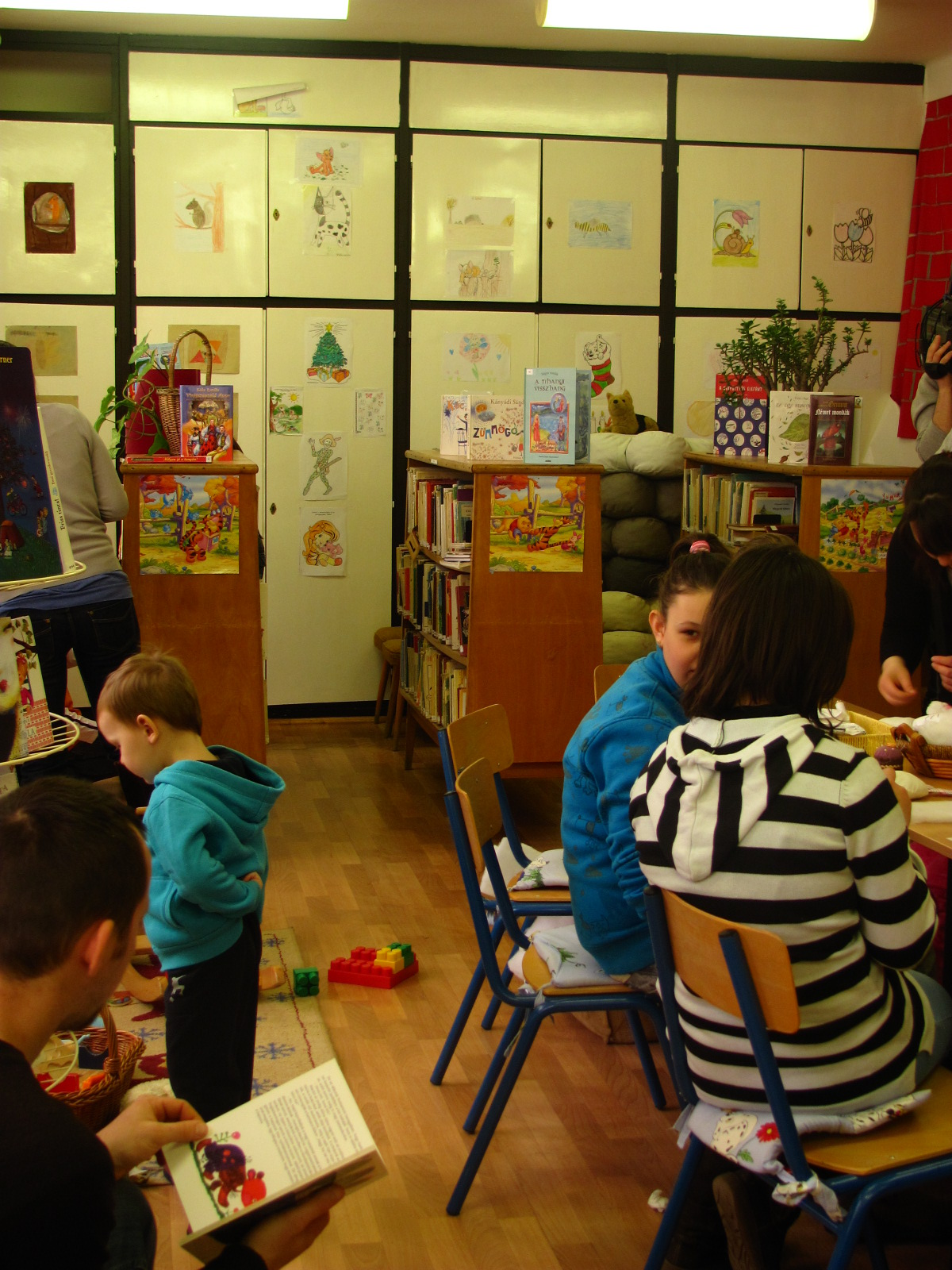
A gyermekkönyvtár

1980-ban nyilvánították védett muzeális anyaggá, melyet elsősorban tudományos kutatási célokra lehet használni. Rendkívül értékes kéziratok és nyomtatványok képezik az állomány részét. A gyűjtemény története 2012-ig összekapcsolódik a szarvasi Vajda Péter Gimnáziummal. 2012 januárjában Szarvas Város Önkormányzata az iskola muzeális értékű gyűjteményét a helyi közművelődési könyvtár gondozására bízta. A 39132 db könyvtári egység állomány ellenőrzése és átadása 2012. június 30-ig megtörtént. A Régi Gyűjteményt a Városi Könyvtár különgyűjteményként kezeli. 2011 januárjában megkezdődött a Régi Magyar Könyvek címleírásának elektronikus rögzítése, melyek a MOKKA-R (Magyar Országos Közös Katalógus – Régi könyvek) adatbázisban is visszakereshetőek.
Már a mezőberényi évek alatt rendelkezett az iskola egy legalább 1753 kötetből álló könyvtárral. Az első könyveket a Wenckheim család adományozta az iskolának. Az akkori iskolai könyvtár jelentős része adományozás és nem vásárlás útján került az állományba. Az első könyvtárrendezésre vonatkozó adatok az 1844-es évből valók, mellyel Vajda Péter (iskolaigazgató) Benka Györgyöt bízta meg. E régi könyvtár állományáról az első évtizedekből sajnos nincs adat. 1848. év előtt 4086 kötetet tett ki a gyűjtemény. Sajnos a forradalom alatt az iskola épülete kórházzá lett alakítva és a könyveket szűk, nedves helyen kellett tárolni, amely jelentős mértékben rongálta az állapotukat. 1874-ben az állomány 8119 kötetet számlált. Később, csakúgy, mint Hódmezővásárhelyen, itt is szokássá vált a volt tanítványok körében, hogy egy-egy példányt küldjenek műveikből régi iskolájuk számára. 
A gyűjteményt 1802–1945-ig terjedő időben történt beszerzések gyarapították, melyhez Nádor Jenő, az iskola egykori igazgatója és könyvtárosa készített kitűnően használható nyomtatásban megjelent címjegyzéket 1926-ban. Nem az ETO (Egyetemes Tizedes Osztályozás) szerint csoportosította a könyveket, hanem a régi Hinrichs-féle módszerrel dolgozott. 
A gyűjtemény olyan ritkaságokat is őriz, mint Hans Haugen: Der Hungern Chronica 1536-os kiadása, Benczur Josephus: Historiae Hunnico 1763-as kiadása Tessedik Sámuel jegyzeteivel ellátva, vagy a Bolza grófok lenyűgöző ex librises könyvei. 
2010 művet őriz, amelyek 1801 előtt jelentek meg, ebből 462 RMK (Régi Magyar Könyvtár 1711 előtti). Például:
- Sylvester János: Uj Testamentum Magar nelwen. Újsziget, 1541.
- Heltai Gáspár: A Biblianac elso resze. . . Colosvarba 1551.
- Bornemisza Péter: Oetoedic es utolso resze Az Evangelimokbol. . . Detrekobol, 1579.
- Calepinus Ambrosius: Dictionarium Undecim Lingvarum . .. Basileae 1590.